# Achim Frenz
Achim Frenz (* 27. November 1957 in Bremerhaven; † 11. März 2024 in Kassel) war Museumsleiter des Caricatura Museums für Komische Kunst Frankfurt und Mitherausgeber des Satiremagazins Titanic.

## Ausbildung
Achim Frenz studierte von 1979 bis 1985 Kunst- und Gesellschaftslehre an der Gesamthochschule Kassel. Sein Studium schloss er mit der Diplomarbeit Die Grenzen der Satire ab.
Frenz war in dieser Zeit Mitbegründer der Künstlergruppe „Visuelle Opposition“, die im Siebdruckverfahren hergestellte politische Plakate mit komisch-satirischem Ansatz entwarf und verbreitete. Neben künstlerisch-ästhetischen Aspekten der Plakatentwürfe wollte ein Teil der Gruppe, so auch Frenz, den Fokus auf die Entwicklung ihrer Komik legen. Da sich nach eigener Auffassung keine geeigneten Lehrer an der Gesamthochschule für dieses Projekt fanden, entschloss sich die Gruppe, Vertreter der Neuen Frankfurter Schule für Projektseminare zu gewinnen. Diese hatten Satire und Humor der Nachkriegszeit nicht zuletzt mit den Gründungen der Satirezeitschriften Pardon und Titanic maßgeblich beeinflusst. Auf Initiative der „Visuellen Opposition“ übernahmen die Zeichner F. K. Waechter und F. W. Bernstein Lehraufträge an der Gesamthochschule Kassel. Die Mitbegründer der Neuen Frankfurter Schule vermittelten den Studierenden in mehreren Semestern die Kunst des gezeichneten Witzes. Die intensive Auseinandersetzung mit der Komischen Kunst und die persönlichen Begegnungen mit den Künstlern in einer politischen Umbruchphase prägten den Werdegang von Frenz maßgeblich, ihm wurde bewusst, „dass man die Kritik an den Verhältnissen auch anders formulieren konnte.“

## Berufe und Stationen
Zwischen 1983 und 1989 arbeitete Frenz als Redakteur und Karikaturist der nordhessischen Ausgabe des Magazins Pflasterstrand und setzte sich intensiv mit der Satire auseinander. Im Rahmen der regelmäßig stattfindenden Redaktionssitzungen lernte er die Protagonisten der linken Frankfurter Spontis wie Daniel Cohn-Bendit und Matthias Beltz kennen.
1984 gründete Achim Frenz in Kassel gemeinsam mit Andreas Sandmann, Claus Heinz und Ullrich Müller den Verein zur Förderung, Unterstützung und Verbreitung medienspezifischer Kultur und Kommunikation e. V., der parallel zur Documenta 8 1987 die Ausstellung „Caricatura I. 70 x die volle Wahrheit“ organisierte. Diese Bestandsaufnahme der Karikatur in Deutschland, die die Documenta um die Komische Kunst bereichern sollte, mit Werken von Loriot, Tomi Ungerer und den taz-Zeichnern, legte mit 18.000 Besuchern den Grundstein zu weiteren Ausstellungen, die Achim Frenz kuratierte. Mitglieder der Neuen Frankfurter Schule wie Robert Gernhardt, F. K. Waechter oder F. W. Bernstein unterstützten Frenz mit Leihgaben. Das Engagement des Vereins prägte die heute gängige Gattungsbezeichnung „Komische Kunst“ und trug zu deren Würdigung als ernstzunehmendes Genre bei.
Da der Verein nicht über eine eigene Ausstellungsfläche verfügte, entschlossen sich Achim Frenz und Frank Thöner, den Kulturbahnhof Kassel zu initiieren, der bundesweit zum Vorbild weiterer Kulturbahnhöfe werden sollte. 1995 eröffnet, beherbergt er seitdem als ständiger Ausstellungs- und Veranstaltungsraum die Galerie für Komische Kunst. Frenz übernahm bis 2000 die Leitung und war bis zu seinem Tod 2024 Mitglied im Vorstand.
Ende der 1990er Jahre unterbreitete er dem damaligen Frankfurter Kulturdezernenten Hans-Bernhard Nordhoff, vormals Kulturreferent in Kassel, seine Idee eines Museums, das die Werke der Neuen Frankfurter Schule am Standort Frankfurt am Main versammeln und der Öffentlichkeit zugänglich machen sollte. 2000 wurde er von Nordhoff, der die Bedeutung eines solchen Museums für die Stadt Frankfurt erkannte, mit der Entwicklung des Museumskonzepts beauftragt. Frenz entschied sich für eine vorübergehende Unterbringung im Historischen Museum Frankfurt, um die Sammlung aufzubauen und ein Konzept zu erarbeiten. Hier kuratierte er bis 2007 insgesamt 20 erfolgreiche Ausstellungen. Nachdrücklich warb er für das geplante Museum, das schließlich 2008 unter seiner Leitung im historischen Leinwandhaus neben dem Dom als Abteilung des Historischen Museums Frankfurt eröffnet wurde.
Im Jahr 2018 kam es zu einer Auseinandersetzung zwischen Achim Frenz und dem Direktor des Historischen Museums Frankfurt, Jan Gerchow. Frenz hatte sich mit Nachdruck dafür ausgesprochen, das Museum für Komische Kunst, wie von Anfang an geplant, vom Historischen Museum zu trennen und als eigenständiges Museum zu betreiben. Eine von Gerchow angestrengte Abmahnung gegen Frenz wurde eingestellt. Hans Traxler, Pitt Knorr, Bernd Eilert und Rudi Hurzlmeier unterstützten Achim Frenz öffentlich. 2019 entschied das städtische Kulturamt zugunsten der Eigenständigkeit des Museums, das weiterhin von Achim Frenz geleitet wurde.

## Weitere Tätigkeiten
Achim Frenz’ Anliegen, der Komischen Kunst eine Bühne zu geben, die Arbeit der Zeichner zu würdigen und ihre Zeichnungen der Öffentlichkeit zugänglich zu machen, spiegelt sich auch in seinen weiteren Tätigkeiten wider: Seit 2006 war er Mitherausgeber des Satiremagazins Titanic. Als Lehrbeauftragter an der Gesamthochschule Kassel gab er seine Fachkenntnisse in praktischen Anleitungen zum Erstellen von komischen Zeichnungen weiter. In den Sommerakademien für Komische Kunst, die das Caricatura Museum Frankfurt – Museum für Komische Kunst und die Caricatura – Galerie für Komische Kunst Kassel veranstalten, setzte sich Frenz seit 2007 für die Ausbildung junger Zeichner ein.

## Engagement in der alternativen Fußballszene
1982 gründete Achim Frenz mit anderen Freizeitsportlern den Fußballverein FSC Dynamo Windrad Kassel und entwarf für den Verein das Logo mit abstürzendem Bundesadler.
Frenz organisierte Spiele in der DDR, in der Sowjetunion, Kuba und China und nahm als Aktiver daran teil. Die Reisen nutzte er zudem für die Kontaktaufnahme zu Satirikern in diesen Ländern, deren Karikaturen er erstmals einer breiten Öffentlichkeit zugänglich machen konnte.
Maßgeblich beteiligt war Achim Frenz mit anderen Vereinskollegen an der Klage gegen den Hessischen Fußballverband. Dieser hatte die Aufnahme des Vereins in den Verband aufgrund des Namensteils „Dynamo“ verweigert, „weil dieser zu sehr den Gepflogenheiten der Vereine in der DDR beziehungsweise in den Ostblockstaaten“ ähnelte. Erst 1989 endete der durch alle Instanzen geführte Rechtsstreit mit der Rücknahme der Klage vor dem Bundesverfassungsgericht. Nach dem Mauerfall sah sich der Hessische Fußballbund gezwungen, den FSC Dynamo Windrad Kassel aufzunehmen. Zuvor hatte der Verein in einem Schreiben an den Verband darauf aufmerksam gemacht, dass der inzwischen in der Bundesliga spielende Verein „Dynamo Dresden“ nicht Teil dieser sein könne, da der Name zu sehr an die Gepflogenheiten des Ostblocks erinnere.
Achim Frenz war zudem Mitglied in der Deutschen Akademie für Fußball-Kultur, die sich als Anlaufstelle für all diejenigen versteht, die den Fußballsport als kulturelles und gesellschaftliches Phänomen wahrnehmen.

## Tod
Achim Frenz starb unerwartet in der Nacht zum 11. März 2024 im Alter von 66 Jahren.

## Auszeichnungen
- 1987: Kulturförderpreis der Stadt Kassel für die Caricatura – Galerie für Komische Kunst Kassel 11
- 1998: Fördermittelempfänger der Dr.-Wolfgang-Zippel-Stiftung für den KulturBahnhof
- 2013: Deutscher Fußball-Kulturpreis, Fanpreis des Jahres
- 2020: Hessischer Kulturpreis für das Caricatura Museum Frankfurt, Museum für Komische Kunst (u. a.)

## Jurymitgliedschaften
- 1993: Triennale Greiz
- 1995: Karikaturensommer der Köpenicker Cartoonfabrik
- ab 1998: Göttinger Elch
- Deutscher Karikaturenpreis
- Wilhelm-Busch-Preis
- Ludwig-Emil-Grimm-Preis

## Schriften
- „Unseren täglichen Witz gib uns heute...“. Religion und Rechte der Karikaturisten in einer freien Gesellschaft. In: Dietrich Grünewald (Hrsg.): Visuelle Satire. Deutschland im Spiegel politischer satirischer Karikaturen und Bildergeschichten. (= Kulturlandschaft Schaumburg, Band 22.) Verlag Ch. A. Bachmann, Berlin 2016, ISBN 978-3-941030-88-6.

### Als Herausgeber
- mit Claus Heinz, Uli Müller und Andreas Sandmann: 70 x die volle Wahrheit. Verlag Rasch & Röhring, Hamburg 1987, ISBN 3-89315-001-3.
- mit Claus Heinz und Andreas Sandmann: Karikaturen aus der Sowjetunion. Verlag Jenior & Pressler, Kassel 1990, ISBN 3-9801438-5-6.
- mit Andreas Sandmann: Schluß jetzt! Lappan Verlag, Oldenburg 1992, ISBN 978-3-89082-468-0.
- Karikatur, Cartoon, Komische Zeichnung. (zur Triennale Greiz 1994) Verlag Weißer Stein, Greiz 1994, ISBN 3-928681-83-4.
- mit Andreas Sandmann: Satanische Fersen. Kritisches, Abseitiges und Komisches rund um den Fußball. AGON Sportverlag, Kassel 1994, ISBN 978-3-928562-64-5.
- Vremd & Vertraut. Einige Jahre Deutschland. Ein satirisches Bilder- und Lesebuch. Elefanten Press Verlag, Berlin 1995, ISBN 3-88520-577-7.
- mit Andreas Sandmann, Ernst Kahl: 121 Meisterwerke. Caricatura Kassel, Kassel 1995.
- mit Andreas Sandmann, Rudi Hurzlmeier: Über das Lächerliche an komischen Zeichnungen. Lappan Verlag, Oldenburg, 1996.
- mit Andreas Sandmann: Caricatura III. (Katalogbuch  zur Ausstellung Die komische Kunst) Lappan Verlag, Oldenburg 1997, ISBN 3-89082-756-X.
- mit Inka Bachmann: Lachende Frauen. Ein Bilderbuch mit komischen Zeichnungen von Frauen. (anlässlich der Ausstellung „Haben Frauen was zu lachen?“ vom 14. April bis 4. Juni 2000 in der Caricatura Kassel) Espresso Verlag, Berlin 2000, ISBN 3-88520-780-X.
- Unsern täglichen Witz gib uns heute. Alles zum Thema Kommunikationsschblierigkeiten zwischen Mensch und Gott. Kein & Aber, Zürich 2001, ISBN 3-0369-5205-5.
- mit Inka Bachmann und Martin Sonntag: English Lessons. Learning humour. The komische kunst in 10 units. Lappan Verlag, Oldenburg 2002, ISBN 3-8303-3071-5.
- Im Zeichen des Elchs. 10 Jahre Caricatura – Museum für Komische Kunst. Frankfurt am Main 2018, ISBN 978-3-00-060538-3.

### Als Herausgeber der Caricatura Museum Edition
- Bernd Pfarr. Komische Welten. Edel Verlag, Hamburg 2008, ISBN 978-3-86803-297-0.
- Greser & Lenz. Hurra, die Krise ist vorbei. Verlag Antje Kunstmann, München 2009, ISBN 978-3-88897-556-1.
- Hans Traxler. Löhleins Katze. 2009.
- ATAK und Fil. Superpeter. Struwwelpeter Superheld. Kein & Aber, Zürich 2009, ISBN 978-3-0369-5260-4.
- Titanic. Das Erstbeste aus 30 Jahren. Rowohlt, Berlin 2009, ISBN 978-3-87134-747-4.
- Franziska Becker. Letzte Warnung. Verlag Antje Kunstmann, München 2009, ISBN 978-3-88897-684-1.
- Guido Sieber. Rock’n’Roll Fever. Edel Verlag, Hamburg 2010, ISBN 978-3-941378-73-5.
- Jean-Marc Reiser. Vive Reiser. 2011.
- Haderer. Das zweite Jahrzehnt im stern. Lappan Verlag, Oldenburg 2011, ISBN 978-3-8303-3271-8.
- Stulli, das Pausenbrot. Oft kopiert, nie erreicht!!! 2013.
- Mathe macht lustig. Lappan Verlag, Oldenburg 2013, ISBN 978-3-8303-3320-3.
- Kurt Halbritters Tier- und Pflanzenwelt. Ein Beitrag zur Naturgeschichte für alle Schichten des Volkes. VitoLibro Verlag, 1975. / 2. Auflage, 2014, ISBN 978-3-446-11990-1.
- Kurt Halbritter. Adolf Hitlers Mein Kampf. VitoLibro Verlag, 1968. / 2. Auflage, 2014, ISBN 978-3-446-15063-8.
- Kamagurka. How to become a German. Die Deutschwerdung des Kamagurka. 2014.
- Ari Plikat. Das ist mein Hip Hop. (Cartoonband zur Ausstellung) Lappan Verlag, Oldenburg 2017, ISBN 978-3-8303-3471-2.
- Frank Hoppmann. Animalism. Verlag Antje Kunstmann, München 2018, ISBN 978-3-95614-222-2.
- Volker Kriegel. Cartoon-Rolle. Round-Not-Square Verlag, Berlin 2018.
- Im Zeichen des Elchs. 10 Jahre Caricatura – Museum für Komische Kunst. Frankfurt am Main 2018, ISBN 978-3-00-060538-3.
- Ernst Kahl. Vergessene Katastrophen. Verlag Antje Kunstmann, München 2019, ISBN 978-3-95614-311-3.
- mit Hardy Burmayer, Leonard Riegel, Martina Werner, Tim Wolff: Titanic. Das endgültige Titel-Buch. 40 Jahre nur verarscht. Verlag Antje Kunstmann, München 2019, ISBN 978-3-95614-330-4.
- Peter P. Neuhaus. Das kann ja heiter werden. F. W. Bernsteins grafisches Trainingslager an der Eider. Die Postkarten-Connection der Rendsburger Zeichnerei von 1990 bis heute. Selbstverlag, 2020.
- Greser & Lenz. Schlimm! Ein Vierteljahrhundert Witze für Deutschland! Verlag Antje Kunstmann, München 2021, ISBN 978-3-95614-436-3.
- mit Till Kaposty-Bliss, Gerhard Kromschröder: Teuflische Jahre. Die deutsche satirische Monatsschrift 1962–1982. Favoritenpresse, Berlin 2022, ISBN 978-3-96849-068-7.